# Nangmandakteo Gimsabu
Nangmandakteo Gimsabu (hangul: 낭만닥터 김사부; lit. ‘Doctor romàntic, professor Kim’, coneguda internacionalment com a Dr. Romantic) és una sèrie de televisió sud-coreana protagonitzada per Han Suk-kyu, Yoo Yeon-seok, Seo Hyun-jin, Ahn Hyo-seop, Lee Sung-kyung i Kim Joo-hun. Es va estrenar a SBS el 7 de novembre de 2016.

## Repartiment
- Han Suk-kyu - Kim Sa-bu (Mestra Kim) / Boo Yong-joo
- Yoo Yeon-seok - Kang Dong-joo
- Seo Hyun-jin - Yoon Seo-jung
- Ahn Hyo-seop - Seo Woo-jin
- Lee Sung-kyung - Cha Eun-jae
- Kim Joo-hun - Park Min-gook